# ベリア・マゴフィン
ベリア・マゴフィン（英: Beriah Magoffin、1815年4月18日 - 1885年2月28日）は、19世紀アメリカ合衆国の政治家、弁護士であり、1859年から1862年まで第21代ケンタッキー州知事を務めた。その在任時期は南北戦争初期にあたり、個人的には州がアメリカ合衆国から脱退する権利を含め、州の権限に固執しており、アメリカ連合国の側に同調的だった。それでもケンタッキー州議会が戦争に対しては中立の立場を採用したとき、マゴフィンはそれに従い、北軍および南軍の政府から援助の呼びかけがあっても拒否した。
1861年6月に特別選挙が行われ、連邦主義者がケンタッキー州選出アメリカ合衆国下院議員10人の内9人を占め、またケンタッキー州議会でも両院の3分の2多数を占めた。マゴフィンが中立政策を厳格に固執したにも拘わらず、連邦主義者多数の議会はマゴフィンを信用せず、繰り返しその拒否権を無効にした。この敵対的な議会のために指導力を発揮できなかったマゴフィンは、後継者を自分で選ぶことを条件に1862年に辞任に同意した。副知事に選ばれていたリン・ボイドは在任中の1859年に死亡していた。マゴフィンは上院議長代行のジョン・F・フィスクが州知事を引き継ぐことを拒否した。その結果フィスクが辞任し、ケンタッキー州上院はマゴフィンが選択したジェイムズ・F・ロビンソンを議長に選出した。その後でマゴフィンが辞任し、ロビンソンが州知事に昇格し、フィスクは上院議長代行に再選された。
南北戦争の終戦後、北軍勝利の受容と、アメリカ合衆国憲法修正第13条の成立を奨励した。マゴフィンは1885年2月28日に死んだ。1860年に設立されたケンタッキー州マゴフィン郡はマゴフィンの栄誉を称えて名付けられた。

## 初期の経歴
ベリア・マゴフィンは1815年4月18日に、ケンタッキー州ハロズバーグで生まれた。父は同名のベリア・マゴフィン、母はジェイン（旧姓マカフィ）だった。父はアイルランドのダウン県からの移民であり、母はケンタッキー州初期の著名開拓者サミュエル・マカフィの娘だった。
マゴフィンはハロズバーグの公立学校で初等教育を受けた。1835年、ダンビルのセンター・カレッジを卒業し、1838年にはレキシントンのトランシルベニア大学から法学士の学位を得た。その後、ミシシッピ州ジャクソンに転居し、法律実務を始めた。1838年から1839年、ミシシッピ州上院の読会係を務めた。
1839年、マゴフィンは病気になってケンタッキー州に戻った。ハロズバーグで法律実務を続け、1840年にはロバート・P・レッチャー州知事からハロズバーグの警察裁判所判事に指名された。1840年4月21日、アンナ・ネルソン・シェルビーと結婚した。アンナはケンタッキー州初代と第5代の知事アイザック・シェルビーの孫娘だった。夫妻の子供は10人が成人になるまで成長した。
マゴフィンは民主党で活動を始め、1844年、1848年、1852年、1856年に大統領選挙人となり、1848年、1856年、1860年、1872年には民主党全国大会の代議員になった。1850年にはケンタッキー州上院議員を1期務めたが、党による1851年のアメリカ合衆国下院議員候補指名は辞退した。1855年、副知事の民主党公認候補となり、州知事候補のビバリー・L・クラークと共に戦ったが、ノウ・ナッシングのチャールズ・S・モアヘッドに敗れた。

## ケンタッキー州知事
1859年、マゴフィンはジョシュア・フライ・ベルとケンタッキー州知事の座を争い、76,187 票対 67,283 票という結果で当選し、8月30日に就任した。州の権限を支持し、奴隷制度を支持した。州がアメリカ合衆国から脱退する権利があると信じたが、南部と北部の州の間で合意に達することで、脱退・分裂を避けられると期待していた。その目的のために1860年12月9日、アメリカ合衆国の統合を救う計画を詳述した文書を作成し、奴隷州知事に回した 。
マゴフィンの計画は、北部州が戦争に代わる手段として受け入れるならば、南部奴隷州が最小の譲歩の周りに団結するものだった。その譲歩とは、逃亡奴隷法の執行に干渉した州法を撤廃する憲法修正、逃亡奴隷を返却しないあるいは返却を妨げた州が奴隷所有者に補償することを確保する逃亡奴隷法の修正、奴隷の逃亡を誘導した者に対して大陪審で告訴された者の引き渡しを求める法の成立、現行および将来の領土で北緯36度線以南では奴隷制度を保証する憲法修正、全ての州がミシシッピ川を利用する権利を保障する憲法修正、南部州がアメリカ合衆国上院で暴虐的な奴隷制度立法から守られる憲法修正が入っていた。奴隷州の知事がマゴフィンの計画を拒否すると、ケンタッキー州出身のジョン・クリッテンデンが起草したクリッテンデン妥協案を支持した。

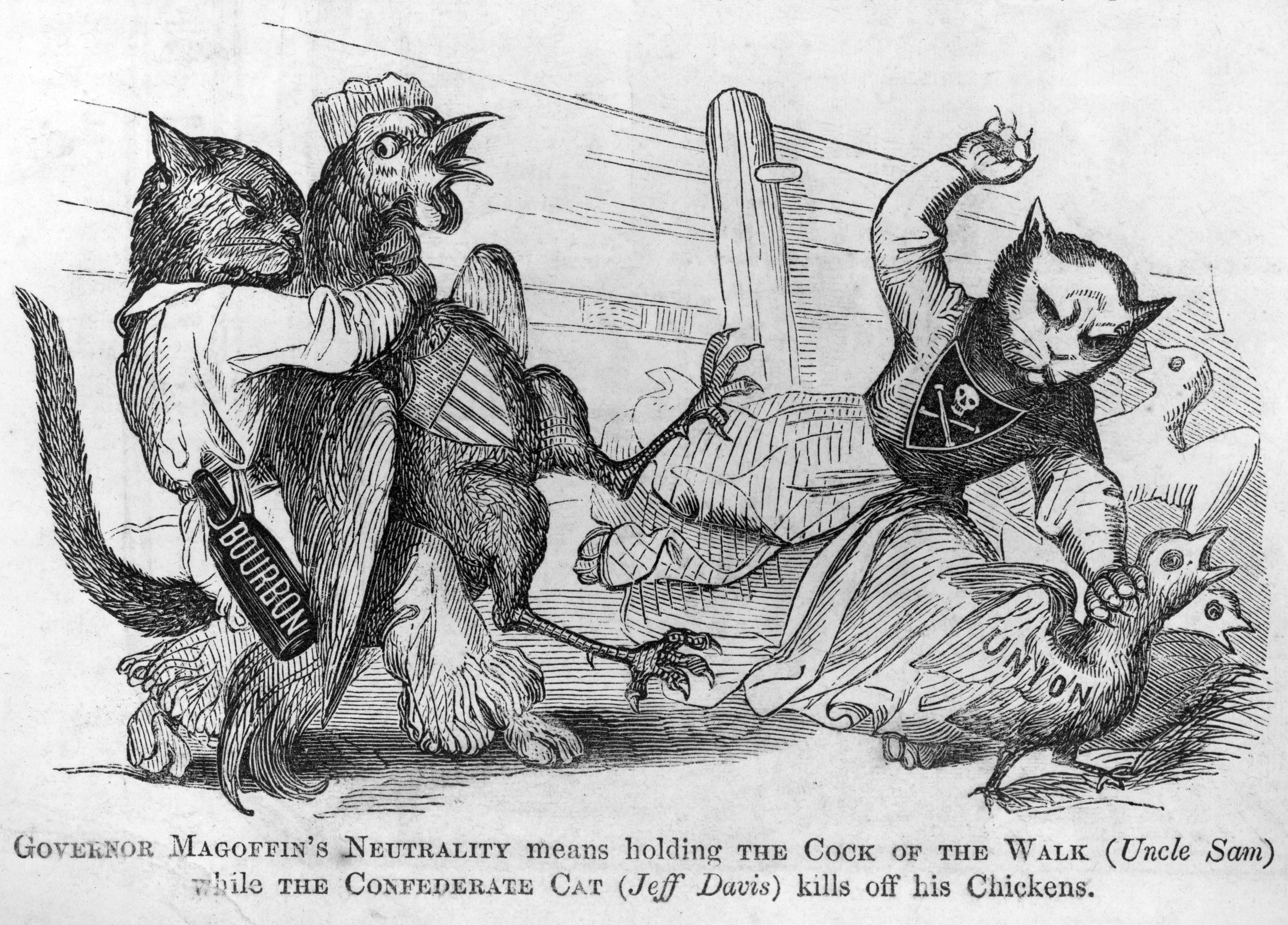
1861年の政治風刺画、「マゴフィン知事の中立は、囲いの中で最強のオンドリ（アンクル・サム、アメリカ合衆国のこと）を抑えている間に、連合国の猫（ジェファーソン・デイヴィス）がそのひよこを殺すことを意味している」

1861年1月、マゴフィンはケンタッキー州議会に特別議会を招集し、南北戦争でケンタッキー州がどう対応するかを決める会議を招集することを求めた。連邦主義者多数の議会は、会議の投票によってケンタッキー州がアメリカ合衆国から出て行くようになることを怖れた。その結果、会議招集を拒否した。1861年4月15日、エイブラハム・リンカーン大統領の軍隊招集に応えて、マゴフィンは電報で「私は私の姉妹である南部州を従えるという危険な目的のために1兵も1ドルも差し出すつもりはない」と断固として宣言した。マゴフィンがリンカーンの要求をはねつけたことに勇気を得たアメリカ連合国陸軍長官リロイ・ポウプ・ウォーカーは、その1週間後に南部のためにケンタッキー州から軍隊の派遣を要請したが、マゴフィンは同じようにこれも拒否した。
1861年5月、マゴフィンは再度議会に特別議会を要求した。議会は再度戦争に対する州の態度を決める会議開催を拒否した。その代わりに、中立決議案を採択し、マゴフィンは5月20日にそれを確認する宣言を発した。5月下旬、アメリカ連合国大統領ジェファーソン・デイヴィスに手紙を送り、ケンタッキー州の中立を認め尊重するように求めた。8月、リンカーン大統領に対して同様な手紙を送った。
マゴフィンは「州民多数の意志を尊重し」州憲法と合衆国憲法を守ることを誓ったが、議会の連邦主義者はマゴフィンを信用しなかった。1861年6月に特別選挙が行われ、連邦主義者がケンタッキー州選出アメリカ合衆国下院議員10人の内9人を占め、またケンタッキー州議会でも両院の3分の2多数を占めた。この時から議会はマゴフィンの拒否権を常に覆すようになった。
1861年9月初旬、北軍も南軍もケンタッキー州内に入ってきた。マゴフィンは両軍にケンタッキー州の中立を侵害する罪があると等しく宣言し、両軍の撤退を求めた。北軍と南軍の即座の撤退を求める決議案は議会で否決された。その代わりに、南軍に州から出て行くようもとめる決議案のみを通した。マゴフィンはこの決議案に拒否権を使ったが、その拒否は差し戻されたので、従順に南軍への撤退命令を発行することになった。1861年11月、州内で暫定的連合国政府を結成するために、ラッセルビルで南部同調者が独自に調整した会議が開催された。マゴフィンは南部に同調的だったが、この会議の行動を非難した。
1861年の残りから1862年に入ってもマゴフィンと議会は衝突を続けた。公立学校が1861年の戦争勃発で妨げられた学期を継続することを認める法案のように、議会の最も機械的な法案にのみ合意した。南軍のために戦ったあるいは協力した者の市民権を剥奪する法案が特に面倒なものだった。1862年3月、マゴフィンはこの法案に拒否権を使ったが、差し戻された。また州の権限を推奨する者が、たとえ脱退を提唱していなくても、その公民権を侵害していると考えるジェレマイア・T・ボイル准将の軍隊規則に反対した。
1861年9月30日には既に議会からマゴフィンの辞任を要求する声が挙がっていた。1862年8月16日、マゴフィンは後継者を自分で選ぶことを条件に辞任の意志を表明した。副知事に選ばれていたリン・ボイドは在任中の1859年に死亡していた。上院議長代行のジョン・F・フィスクが次の知事承継順位にあった。マゴフィンはフィスクが州知事を引き継ぐことを拒否したので、フィスクが辞任し、ケンタッキー州上院はマゴフィンが選択したジェイムズ・F・ロビンソンを議長に選出した。その後の8月18日にマゴフィンが辞任し、ロビンソンが州知事に昇格し、マゴフィンの残り任期（約1年間）を務めた。

## 晩年と死

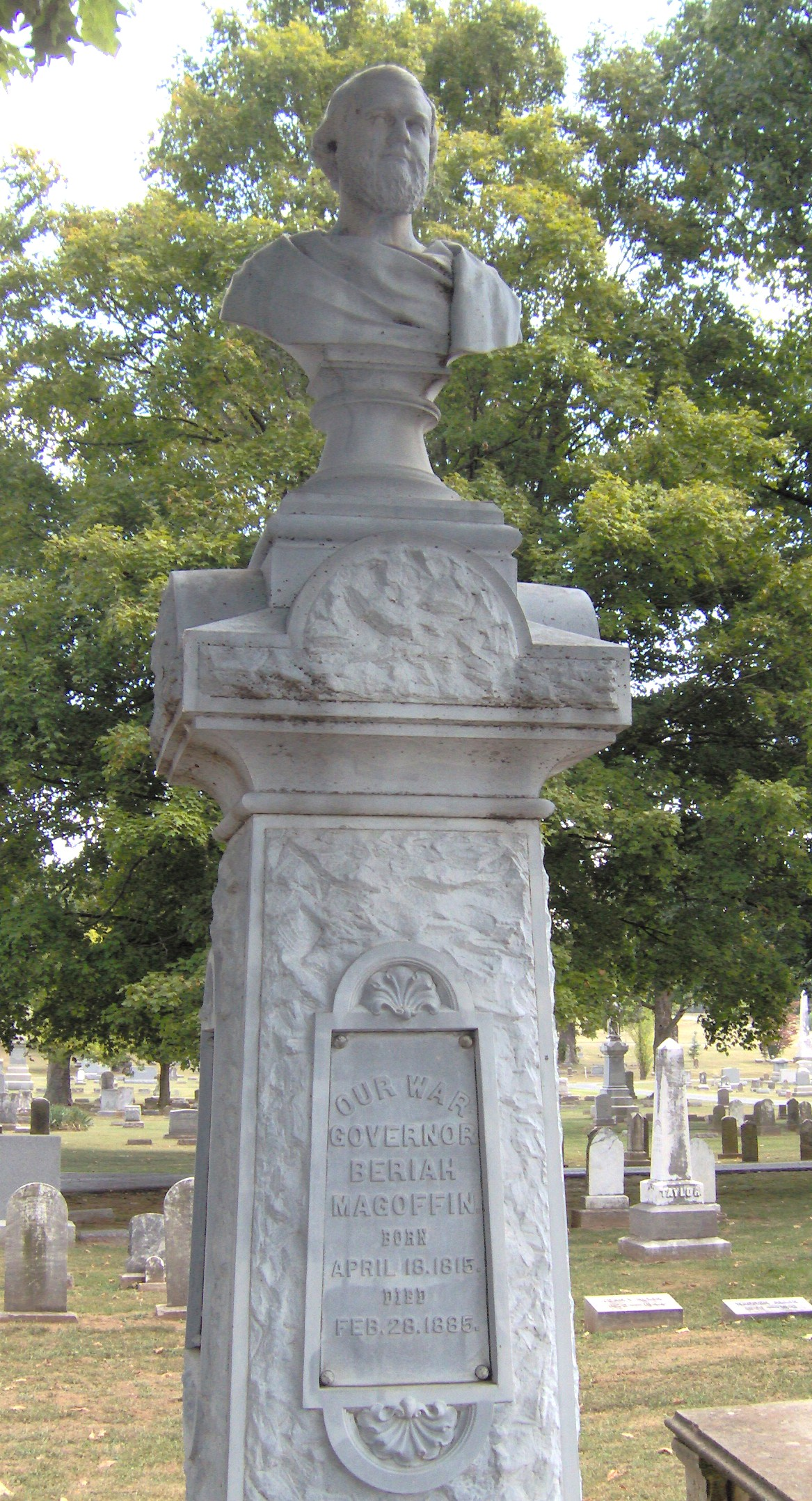
ハロズバーグにあるベリア・マゴフィン記念碑

南北戦争の終戦後、マゴフィンは法律実務に戻り、ハリスバーグで農園経営を行った。イリノイ州シカゴ近くで行った土地投機によって大変裕福になった。仲間のケンタッキー州民には戦争の結果を受け入れるよう勧めた。黒人の公民権を支持しアメリカ合衆国憲法修正第13条の成立を奨励した。
公的な仕事の最後のものとして、1867年から1869年までマーサー郡からケンタッキー州下院議員を務めた。1885年2月28日、マゴフィンはハロズバーグの自宅で死に、スプリングヒル墓地に埋葬された。1900年、その墓地にマゴフィンの栄誉を称える記念碑が建立された。1860年に設立されたケンタッキー州マゴフィン郡もマゴフィンの栄誉を称えて名付けられた。

## 関連図書目
- Goebel, Robert William. “Casualty of War : the governorship of Beriah Magoffin, 1859–1862” (PDF).   University of Louisville. 2012年3月18日時点のオリジナルよりアーカイブ。2009年8月10日閲覧。
- Jerlene Rose, ed (2005). “Beriah Magoffin, 1815–1885”. Kentucky's Civil War 1861–1865. Clay City, Kentucky: Back Home in Kentucky, Inc. ISBN 0-9769231-2-2